# Quatre, trois, deux, un, objectif Lune
Pour plus de détails, voir Fiche technique et Distribution.
Quatre, trois, deux, un, objectif Lune ou 4, 3, 2, 1, objectif Lune (...4..3..2..1...morte) est un film de science-fiction hispano-italo-allemand de Primo Zeglio sorti en 1967, basé sur l'univers de Perry Rhodan. C'est une adaptation (non fidèle) du premier roman de Perry Rhodan : Opération Astrée.

## Synopsis
Le film commence par une musique colorée des années 1960 écrite par le compositeur Antón García Abril, accompagnée par Marcello Giombini avec la chanson Seli et quelques crédits d'ouverture psychédéliques.
La scène d'ouverture dure en longueur et la fusée l'Astrée est mal reproduite à cause d'un budget d'effets spéciaux assez réduit. Thora, l'Arkonide commandant l'expédition, est une blonde platine avec une combinaison moulante. L'équipage, sélectionné parmi les meilleurs astronautes expérimentés, comprend le major Perry Rhodan, le capitaine Bully, le capitaine Philips et le docteur Clark Manoli, médecin de l'expédition.
La mission lunaire Stardust a prévu d'atterrir dans les parages de la mer des Nuées. Dans une mission apparemment de routine, le véritable objectif doit confirmer la présence de métaux purs d'une masse atomique bien supérieure à celle de l'uranium. Une découverte d'une valeur inestimable doit rester secrète à tout prix. Cependant, un gang dirigé par Homer Arkin a réussi à le savoir…

## Fiche technique
- Titre français : Quatre, trois, deux, un, objectif Lune[1]
- Titre original italien : ...4..3..2..1...morte
- Titre espagnol : Órbita mortal[2]
- Titre allemand : Perry Rhodan SOS aus dem Weltall
- Réalisation : Primo Zeglio, coproducteur Sergio Donati
- Production : Ernst R. von Theumer
- Sociétés de production : Aitor Films, P.E.A., Theumer Filmproduktion[2]
- Scénario : D'après le roman de K.H. Scheer et Clark Darlton Opération Astrée. Federico De Urrutia, Sergio Donati
- Musique : le compositeur Antón García Abril, Marcello Giombini et Erwin Halletz
- Photographie : Manuel Merino[2]
- Montage : Renato Cinquini
- Directeur artistique : Jaime Pérez Cubero
- Pays d'origine :  Italie, Allemagne ( Allemagne de l'Ouest),  Espagne, Monaco
- Genre : Science-fiction
- Durée : 95 minutes
- Date de sortie :
  - Italie : 4 août 1967
  - Allemagne de l'Ouest : 20 octobre 1967
  - France : 31 décembre 1968
  - Espagne : 31 mars 1969

## Autour du film
Le réalisateur Primo Zeglio avait en général réalisé des western spaghetti et des drames ; il s'agit donc de son seul film de science-fiction.
Sergio Donati y a travaillé en tant que coauteur. Il a aussi participé à des films plus célèbres tels que : Pour une poignée de dollars, Il était une fois dans l'Ouest, et Il était une fois la révolution.
Dans le film, une intrigue secondaire avec l'apparition d'un super criminel (Homer Larkin) est ajoutée, bien que ce personnage n'apparaisse pas dans le roman.

## Distribution
- Perry Rhodan : Lang Jeffries
- Thora : Essy Persson
- Krest : John Karlsen (en)
- Larkin : Pinkas Braun
- Chef criminel : Gianni Rizzo